# Laguna Grande, Pantepec
Laguna Grande är en ort i Mexiko.   Den ligger i kommunen Pantepec och delstaten Chiapas, i den sydöstra delen av landet, 700 km öster om huvudstaden Mexico City. Laguna Grande ligger 1 618 meter över havet och antalet invånare är 368.
Terrängen runt Laguna Grande är varierad. Runt Laguna Grande är det ganska tätbefolkat, med 104 invånare per kvadratkilometer. Närmaste större samhälle är Tapilula, 7,1 km öster om Laguna Grande. I omgivningarna runt Laguna Grande växer i huvudsak städsegrön lövskog.